# Дебар
Деба́р (алб. Dibër, тур. Debre) — місто на крайньому заході Північної Македонії біля албанського кордону.

## Населення
Населення — 14 561 (2002).
Найбільше проживає албанців (73,95 %) і македонців (7,24 %).

## Історія
Історичні джерела свідчать, що першим, хто згадав Дебар — це Птолемей близько 2 ст. н. е., назвавши його Deborus. Візантійський імператор Василій ІІІ так називав це місто. У XVI ст. з'являється назва Dibri. На початку XIX століття Дебар звільнився з-під Османської імперії. В цей час за свідченнями одного французького письменника в місті жило 4200 осіб. Місто сильно постраждало під час Першої світової війни.

## Економіка
Найпотужнішим і найвідомішим підприємством є фабрика гіпсу «Радика — КНАУФ». Місто також завдяки своєму розміщенні неподалік кордону з Албанією виконує транзитну функцію.

## Видатні особистості
- Святий Юрій (Георгій)
- Агрон Туфа (1967) — албанський поет і прозаїк.
- Ібе Паликуча (1927—1944) — югославська албанська партизанка.